# Chortiatis (gemeente)
Chortiatis (Grieks: Χορτιάτης) is een voormalige gemeente in de Griekse regio Centraal-Macedonië, in het departement Thessaloniki. De gemeente telt 12.866 inwoners.